# Death to False Metal
| 전문가 평가          | 전문가 평가 |
| 총 점수              | 총 점수     |
| 출처                 | 점수        |
| -------------------- | ----------- |
| 메타크리틱           | 56/100      |
| 평가 점수            |             |
| 출처                 | 점수        |
| AllMusic             | [ 2 ]       |
| Alter the Press!     | 4/5         |
| Billboard            | [ 4 ]       |
| Consequence of Sound | [ 5 ]       |
| Drowned in Sound     | 4/10        |
| Hot Press            | [ 7 ]       |
| IGN                  | 7.5/10      |
| InYourSpeakers       | 52/100      |
| Pitchfork            | 3.5/10      |
| Punknews.org         | [ 11 ]      |

《Death to False Metal》은 2010년 11월 2일, 게펀 레코드에 의해 발매된 미국의 록 밴드 위저의 컴필레이션 음반이다. 이 음반은 위저의 경력 전반에 걸쳐 이전에 발매되지 않은 여러 트랙으로 구성되어 있으며, 보컬리스트이자 기타리스트인 리버스 쿼모는 이 노래들이 함께 "논리적으로 《Hurley》를 따라야 하는" 음반을 만든다고 말했다. 이 음반은 미국 빌보드 200에서 48위로 데뷔했다.
이 음반은 밴드의 두 번째 스튜디오 음반인 《Pinkerton》 (1996년)의 디럭스 에디션과 동시에 발매되었다. 제목은 매노워가 만든 구절에서 비롯되었다.

## 배경 및 녹음
원래 《Odds and Ends》로 알려진 이 음반은 2008년 여름 기타리스트 브라이언 벨에 의해 처음 언급되었다. 보컬리스트이자 기타리스트인 리버스 쿼모는 이 트랙들이 "훌륭한 노래들, 훌륭한 녹음들이지만 어떤 이유에서인지 그들은 음반을 위한 마지막 컷을 통과하지 못했습니다. 그리고 《Alone》 음반처럼, 그것들은 우리의 90년대 초 경력의 시작부터 현재까지의 방대한 기간에 걸쳐 있습니다."
프론트맨 리버스 쿼모는 《Death to False Metal》을 위저의 아홉 번째 스튜디오 음반으로 생각한다. 밴드 웹마스터이자 역사가인 칼 코흐는 이번 발매를 "위저의 버전의 리버스의 《Alone》과 같은 특별한 음반"이라고 다르게 설명한다.
음반의 오프닝 트랙인 〈Turn Up the Radio〉는 리버스 쿼모의 유튜브 작곡 프로젝트 《Let's Write a Sawng》의 산물로, 프론트맨이 영상 공유 플랫폼을 통해 사람들이 자유롭게 제목, 코드 진행, 멜로디 등의 아이디어를 제출하여 협업곡을 만드는 15단계 프로그램을 큐레이션한 과정이다. 결과적으로 만들어진 곡은 17명의 공동 작곡가들이 참여하고 있으며, 다양한 장소에서 녹음된 트랙들이 포함되어 있다.
2014년 9월 25일, 이 음반은 처음으로 바이닐로 발매된다고 발표되었다.
이 음반의 커버 아트는 완벽한 행성 지구에 대한 아티스트의 인상을 특징으로 하는 《여호와의 증인》에서 나온 종교적인 트랙의 커버 아트를 모방한다.

## 곡 목록
모든 곡들은 특별한 언급이 없는 한 리버스 쿼모에 의해 작사/작곡하였다.
| #   | 제목                         | 작사·작곡 | 재생 시간 |
| --- | ---------------------------- | --- | --------- |
| 1.  | 〈Turning Up the Radio〉     | 쿼모, 알프레도 로버트 카발로, 폴 더튼, 패트릭 개넌, 조슈아 고디네스, 대니얼 제임스 켈시, 레샤드 말리크, 캐머런 L. 마리스, 샘 미첼, 테일러 모든, 대니얼 파월, 로렌 손더, 니산트 타쿠르, 저스틴 베일, 마이크 데인저, 킹슬리 바나타 & 라이언 위스브록 | 3:37      |
| 2.  | 〈I Don't Want Your Loving〉 | | 3:03      |
| 3.  | 〈Blowin' My Stack〉         | 쿼모, 브라이언 벨, 스콧 슈리너 | 3:44      |
| 4.  | 〈Losing My Mind〉           | | 4:02      |
| 5.  | 〈Everyone〉                 | | 2:49      |
| 6.  | 〈I'm a Robot〉              | | 2:31      |
| 7.  | 〈Trampoline〉               | | 2:45      |
| 8.  | 〈The Odd Couple〉           | | 3:07      |
| 9.  | 〈Autopilot〉                | | 2:57      |
| 10. | 〈Unbreak My Heart〉         | 다이앤 워런 | 4:11      |